# Peziza congrex
Peziza congrex är en svampart som beskrevs av P. Karst. 1885. Peziza congrex ingår i släktet Peziza och familjen Pezizaceae.   Inga underarter finns listade i Catalogue of Life.